# 石巻港駅 (初代)
石巻港駅（いしのまきこうえき）は、宮城県石巻市門脇浜横町にあった日本国有鉄道（国鉄）仙石線（貨物支線）の駅（貨物駅。廃駅）である。

## 歴史
- 1953年（昭和28年）7月20日：釜駅（現在の石巻港駅（2代）） - 当駅間の貨物支線開業に伴い日本国有鉄道（国鉄）の駅として設置。車扱貨物のみ取り扱い[1]。
- 1971年（昭和46年）4月1日：釜駅 - 当駅間廃止により廃駅となる[1]。

## 周辺
当駅は、現在の駅の東側の旧北上川に面した場所にあった。同駅までの廃線跡は公園や遊歩道として整備されているが、公園は細長い形状になっておりかつて線路だった名残を残している。
- 石巻港

## 隣の駅
日本国有鉄道
仙石線（貨物支線）
（貨）釜駅 - （貨）石巻港駅